# Ommatius haemorrhoidalis
Ommatius haemorrhoidalis är en tvåvingeart som beskrevs av Lindner 1955. Ommatius haemorrhoidalis ingår i släktet Ommatius och familjen rovflugor.
Artens utbredningsområde är Tanzania. Inga underarter finns listade i Catalogue of Life.